# Requijada
Requijada es una localidad perteneciente al municipio de Santiuste de Pedraza, en la provincia de Segovia, comunidad autónoma de Castilla y León, España. En 2021 contaba con 23 habitantes.
Es conocida por la Iglesia de Nuestra Señora de las Vegas, del siglo XII, considerada uno de los exponentes del arte románico. 

## Historia
Requijada, como los pueblos del entorno, fue fundada o repoblada durante la Reconquista a expensas de la Comunidad de Villa y Tierra de Pedraza, a la que pertenecen desde entonces.
Fue un municipio independiente que en 1842 contaba con 62 habitantes repartido en 18 hogares y que también englobaba también al despoblado de Las Vegas o Begas, sito junto a la Iglesia de Nuestra Señora de las Vegas.
En 1847 se agregó al concejo de Santiuste de Pedraza, siendo el pueblo desprovisto de la capacidad de autogestión vigente desde el medievo.

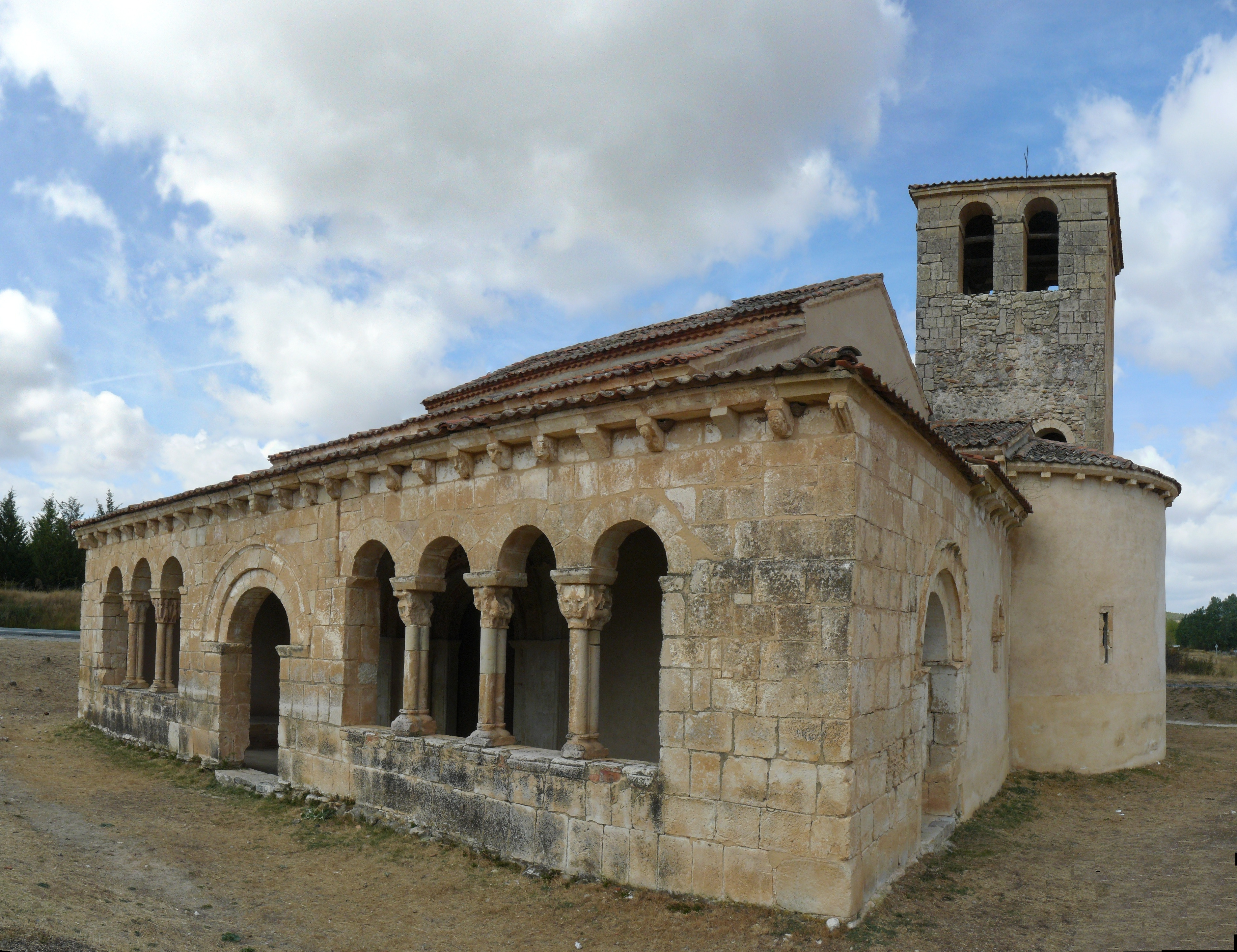
Iglesia de Nuestra Señora de las Vegas, máximo exponente de la localidad

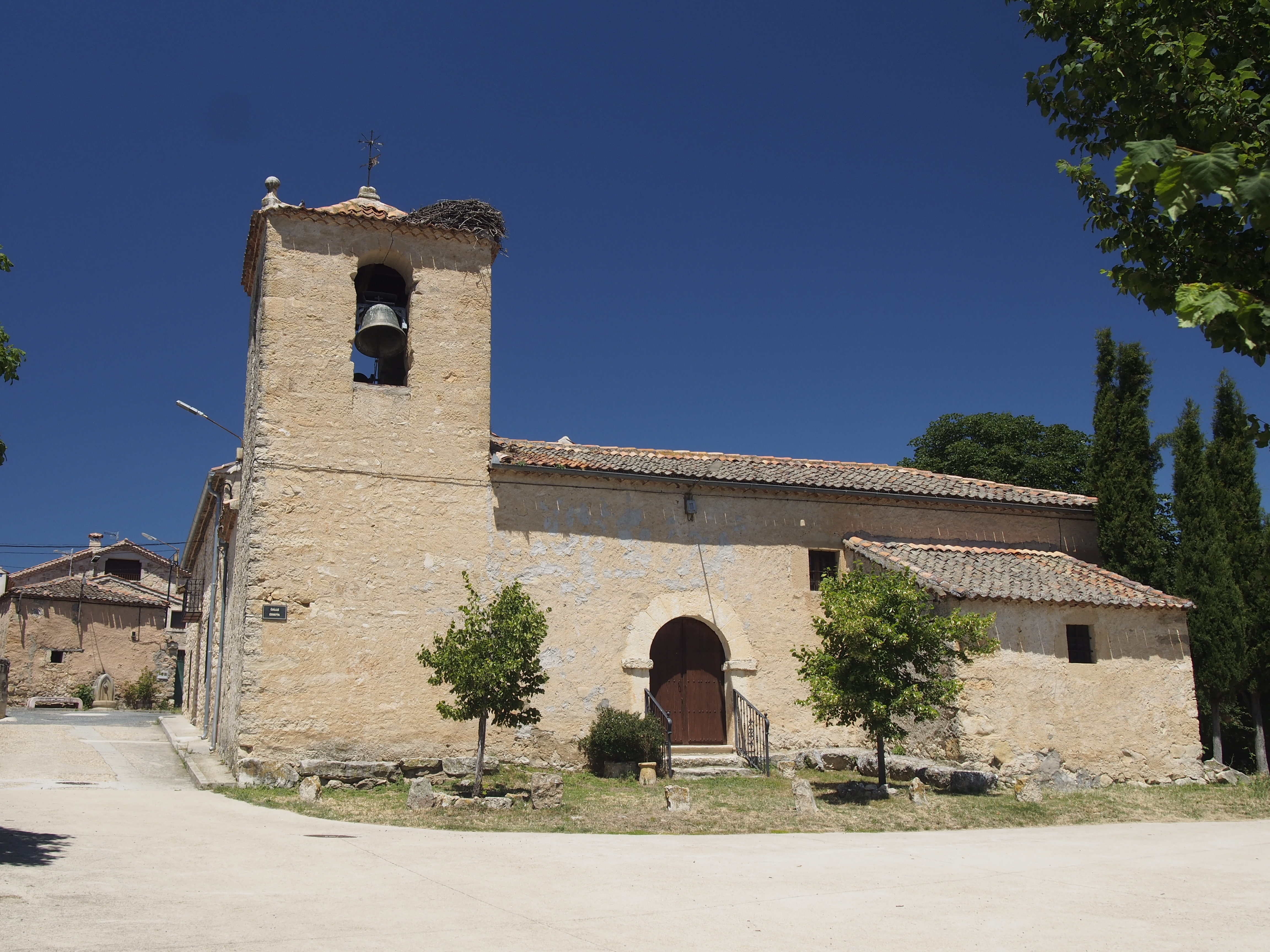
Iglesia de Nuestra Señora de la Concepción

## Demografía
| 62            | 19 | 25 | 27 | 31 | 28 | 23 | 33 | 34 | 30 | 25 | 29 | 20 |
| (Fuente: INE) |    |    |    |    |    |    |    |    |    |    |    |    |

## Cultura

### Patrimonio
- Iglesia de Nuestra Señora de las Vegas, declarada Bien de Interés Cultural en 1969;
- Restos de una villa romana junto al río Cega;[6]
- Ermita de Nuestra Señora de la Concepción, edificada en el siglo XX sobre otra ermita preexistente;
- Antigua fragua;
- Potro de herrar;
- Lavadero de las Eras Viejas;
- Fuente de bóveda;
- Fuente de la Roza.[7]

### Fiestas
- Virgen de las Vegas el primer fin de semana de septiembre. El 6 de septiembre se baja en procesión la talla de la Virgen desde la iglesia a la ermita;[7]
- Virgen de la Inmaculada Concepción, el 8 de diciembre;
- San Marcos, el 25 de abril.[6]
- El Santo Cristo, el segundo fin de semana de septiembre, fiesta compartida con La Mata (Santiuste de Pedraza)La Mata.[8]